# The Indonesia Channel
The Indonesia Channel – indonezyjska stacja telewizyjna o charakterze rozrywkowym, emitująca treści w języku angielskim. Stacja została uruchomiona w 2014 roku jako kanał o zasięgu globalnym.
Ramówka stacji obejmuje takie treści jak: rozmowy, wiadomości, biznes, moda, sport i muzyka.
The Indonesia Channel jest finansowane ze środków prywatnych, a właścicielem kanału jest PT Melia Media International.